# Johan Forssell

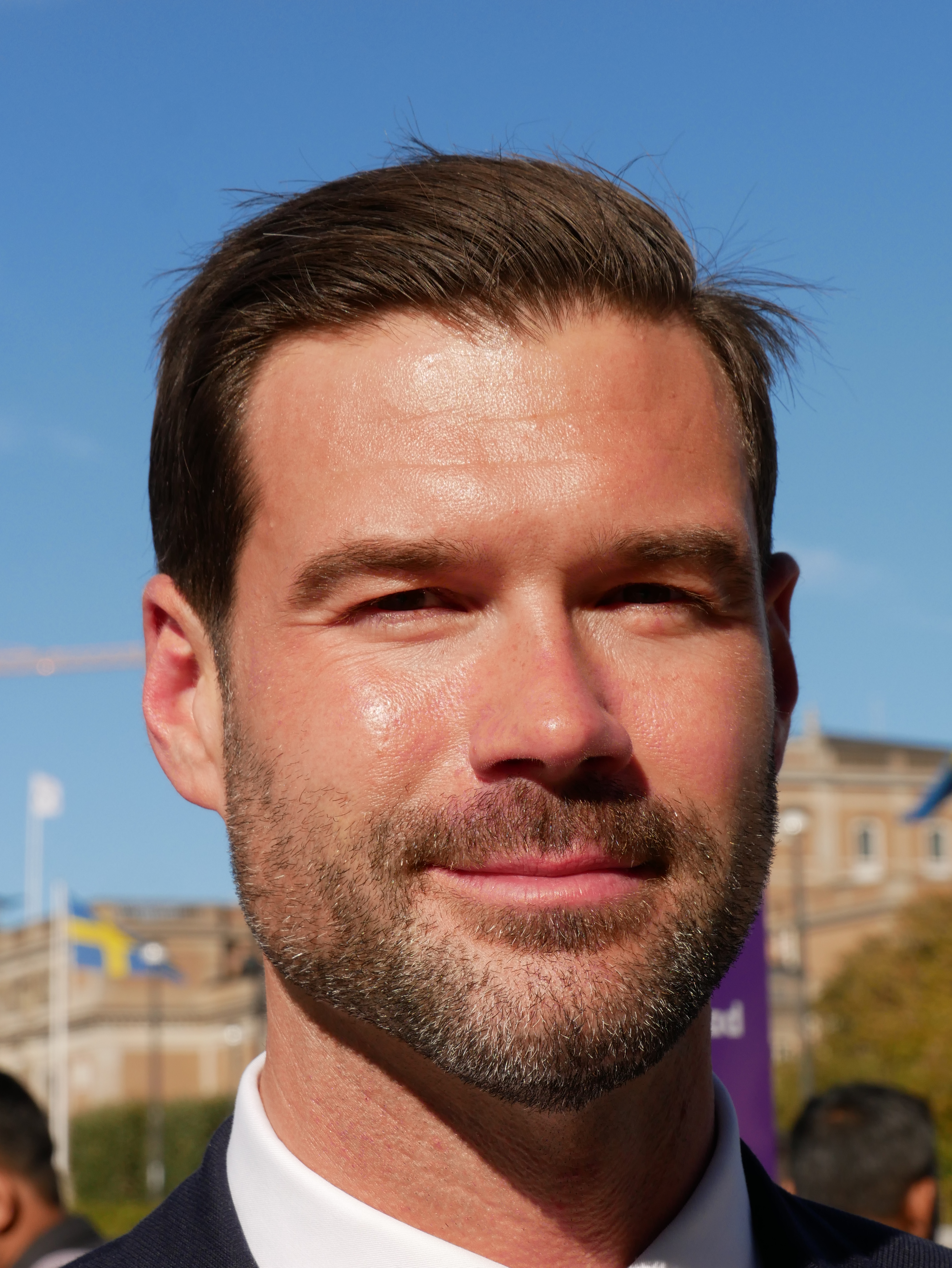
Johan Forssell (2018)

Carl Johan Henrik Forssell (* 8. Dezember 1979 in Kista, Stockholm) ist ein schwedischer Politiker der Moderaten Sammlungspartei (Moderata samlingspartiet), der von 2010 bis 2022 Mitglied des Reichstages und seit dem 18. Oktober 2022 Minister für internationale Entwicklungszusammenarbeit und Außenhandel im Außenministerium in der Regierung Kristersson war. Seit dem 10. September 2024 ist er Migrationsminister. 

## Leben
Carl Johan Henrik Forssell, Sohn des Selbständigen Carl-Johan Kjellander und der Sekretärin Madeleine Forssell, begann nach dem Schulbesuch 1998 ein Studium in den Fächern Wirtschaftswissenschaften und Management an der Handelshochschule Stockholm, welches er 2004 beendete. Während des Studiums war er von 1998 bis 1999 Vorsitzender des Moderat skolungdom, des Schülerverbandes des Moderaten Sammlungspartei, und absolvierte er 2003 einen Studienaufenthalt an der Wirtschaftsfakultät der University of Otago in Neuseeland sowie 2004 einen weiteren Studienaufenthalt an der London School of Economics and Political Science (LSE). Als Nachfolger von Christofer Fjellner wurde er 2004 Vorsitzender des Moderata ungdomsförbundet (MUF), des Jugendverbandes der Moderaten Sammlungspartei (Moderata samlingspartiet), und bekleidete diese Funktion bis zu seiner Ablösung durch Niklas Wykman 2006. Danach war er zwischen 2006 und 2007 Stabschef im Büro von Ministerpräsident Fredrik Reinfeldt sowie im Anschluss von 2007 bis 2010 Planungsdirektor der Moderaten Sammlungspartei.
Bei der Wahl vom 19. September 2010 wurde er für die Moderate Sammlungspartei im Wahlkreis 25 Stockholms kommun erstmals zum Mitglied des Reichstages gewählt und wurde bei den darauf folgenden Wahlen am 14. September 2014, 9. September 2018 und 11. September 2022 jeweils wiedergewählt. Während seiner Parlamentsmitgliedschaft war er Mitglied und stellvertretendes Mitglied verschiedener Ausschüsse sowie zwischen 2014 und 2018 erst stellvertretender Vorsitzender und daraufhin von 2018 bis 2019 Vorsitzender des Sozialversicherungsausschusses (Socialförsäkringsutskottet ). 2021 wurde er außerdem Vorsitzender der Moderata samlingspartiet in Stockholm. 
Am 18. Oktober 2022 wurde Forssell Minister für internationale Entwicklungszusammenarbeit und Außenhandel (Biståndsminister och Utrikeshandelsminister) im Außenministerium in der Regierung Kristersson und ist damit zuständig für die Bereiche internationale Entwicklungszusammenarbeit, Handelspolitik und -förderung. Am 10. September 2024 wurde er zum Migrationsminister ernannt.
Er lebt in Stockholm, ist verheiratet und hat vier Kinder.